# Konrad Bloch
Konrad Emil Bloch (21. ledna 1912 Nisa – 15. října 2000) byl americký biochemik německého původu. Spolu s Feodorem Lynenem získali v roce 1964 Nobelovu cenu za fyziologii a medicínu za objev mechanismu a regulace látkové přeměny cholesterolu a mastných kyselin.

## Život a práce
Konrad Bloch se narodil ve městě Neisse v Německu (dnes Nisa v Polsku), kde absolvoval Kolegium Carolinum Neisse. Vystudoval Technickou univerzitu Mnichov. V roce 1934 utekl před nacistickým režimem do Schweizerisches Forschungsinstitut (Švýcarský výzkumný institut) v Davosu ve Švýcarsku. V roce 1936 se přestěhoval do USA. Bloch získal funkci na katedře biologické chemie na Yale Medical School. V Americe se zapsal na Kolumbijskou univerzitu a v roce 1938 získal titul PhD. v biochemii a pokračoval na univerzitě v přednášení až do roku 1946. Později odešel na Univerzitu v Chicagu a v roce 1954 na Harvard jako „Eugene Higgins Professor“ biochemie až do důchodu. Zemřel v Burlingtone ve státě Massachusetts na selhání srdce.